# Andrei Cordoș
Andrei Cordoș (sinh ngày 6 tháng 6 năm 1988) là một cầu thủ bóng đá người România thi đấu cho câu lạc bộ...

## Sự nghiệp câu lạc bộ
Cordoș bắt đầu chơi bóng tại đội trẻ CRD Cluj. Anh chuyển đến Universitatea Cluj và năm 2006 anh ra mắt cho đội một. Anh trở thành một trong những hậu vệ tốt nhất của Universitatea Cluj. Câu lạc bộ România mời Andrei Cordoș từ Lazio và Steaua București, nhưng nhân viên câu lạc bộ từ chối mua. Năm 2007, Cordoș thi đấu cùng với Universitatea Cluj ở Liga I.
He is currently on trial at Scottish side Dundee United.

## Đội tuyển quốc gia
Cordoș từng thi đấu 3 lần Đội tuyển bóng đá U-19 quốc gia România ghi 1 bàn và 4 lần xuất hiện cho Đội tuyển bóng đá U-21 quốc gia România.

## Danh hiệu

### Câu lạc bộ
Maziya
- Maldivian FA Charity Shield: 2017